# Stefania Rogowska
Stefania Rogowska, po mężu Markowska (ur. 2 stycznia 1930, zm. 2 grudnia 2017) – polska koszykarka i siatkarka, mistrzyni i reprezentantka Polski.

## Kariera sportowa

### Koszykówka
Była zawodniczką Spójni Warszawa, z którą zdobyła w 1951 i 1952 mistrzostwo Polski, a także Spójni (Sparty) Gdańsk, z którą w 1955 awansowała do I ligi. W latach 1950–1952 i 1955–1956 wystąpiła w 51 spotkaniach reprezentacji Polski. Trzykrotnie zagrała na mistrzostwach Europy (1950 – 6 m., 1952 – 5 m., 1956 – 5 m.).

### Siatkówka
W 1949 wystąpiła także w 4 spotkaniach reprezentacji Polski na akademickich mistrzostwach świata, zdobywając brązowy medal. W 1949 zdobyła brązowy medal mistrzostw Polski w barwach SKS Warszawa, w 1950 wicemistrzostwo Polski w barwach Spójni.
Jej mężem był trener Władysław Markowski.